# مقاطعة لي (كنتاكي)
مقاطعة لي (بالإنجليزية: Lee County)‏ هي إحدى المقاطعات في ولاية كنتاكي في الولايات المتحدة الأمريكية.